# Cesuras
Cesuras là một đô thị cũ của Tây Ban Nha ở tỉnh A Coruña trong cộng đồng tự trị của Galicia.
43°10′B 8°12′T / 43,167°B 8,2°T